# قسطنطين فيرينباخ
قسطنطين فيرينباخ (بالألمانية: Konstantin Fehrenbach) سياسي ألماني (11 يناير 1852-26 مارس 1926) تولى منصب المستشار في جمهورية فايمار من 25 يونيو 1920 إلى 4 مايو 1921.